# Рифник
Рифник (словен. Rifnik) — поселення в общині Шентюр, Савинський регіон, Словенія. 
Висота над рівнем моря: 330,8 м.